# 外断熱推進会議
特定非営利活動法人 外断熱推進会議（とくていひえいりかつどうほうじん そとだんねつすいしんかいぎ）は、東京都にある特定非営利活動法人（NPO法人）。本部は東京都港区芝公園三丁目5番8号 機械振興会館407号メカトロ団体内（〒105-0011）にある。
2003年11月17日に法人登記し、任意団体から特定非営利活動法人としての活動を開始した。